# معاذ (صنعاء القديمة)

تعديل مصدري - تعديل

حارة معاذ هي إحدى حارات مدينة صنعاء القديمة، بلغ تعداد سكانها 1597 نسمة حسب تعداد اليمن لعام 2004.